# Гулаб джамун
Гулаб джамун (хинди गुलाब जामुन, урду گلاب جامن‎, маратхи गुलाबजाम, канн. ಜಾಮೂನು) — традиционное блюдо индийской кулинарии. Сладкие шарики из сухого молока со щепоткой муки, обжаренные во фритюре из масла гхи и поданные в сахарном сиропе. Популярный десерт в странах Индийского субконтинента: Индии, Пакистане, Шри-Ланке, Непале и Бангладеш. Существует несколько разновидностей этого блюда, которое приобрело популярность на Индийском субконтиненте в период Империи Великих Моголов.
Слово «гулаб» по-персидски означает «цветочная (розовая) вода». Джамуном на хинди и урду называется фрукт джамболан, который имеет сходную с десертом форму. Десерт, как считается, заимствован из Персии, но в Индии был сильно изменён — там стали использовать сухое молоко вместо обычного теста (сродни истории превращения персидского мороженого фалуде в индийский напиток фалуда). Существует версия, что индийский вариант рецепта гулаб джамун разработал повар знаменитого Шах-Джахана, строителя Тадж-Махала.
Гулаб джамун в Индии принято подавать на религиозные праздники, причём как в индуистской, так и мусульманской среде. У индуистов гулаб джамун особенно часто подают на праздник дивали. В Бангладеш аналогичный десерт называется пантуа.
Существует также популярный вариант гулаб джамуна, где вместо сухого молока используется мягкий творожный сыр. Такой вариант называется Ледикени (искажённое Леди Канинг), потому что впервые был приготовлен индийским поваром Бхим Чандра Нагом в Калькутте в середине XIX века для Шарлотты Канинг, жены британского генерал-губернатора Индии Чарлза Каннинга.

## Галерея

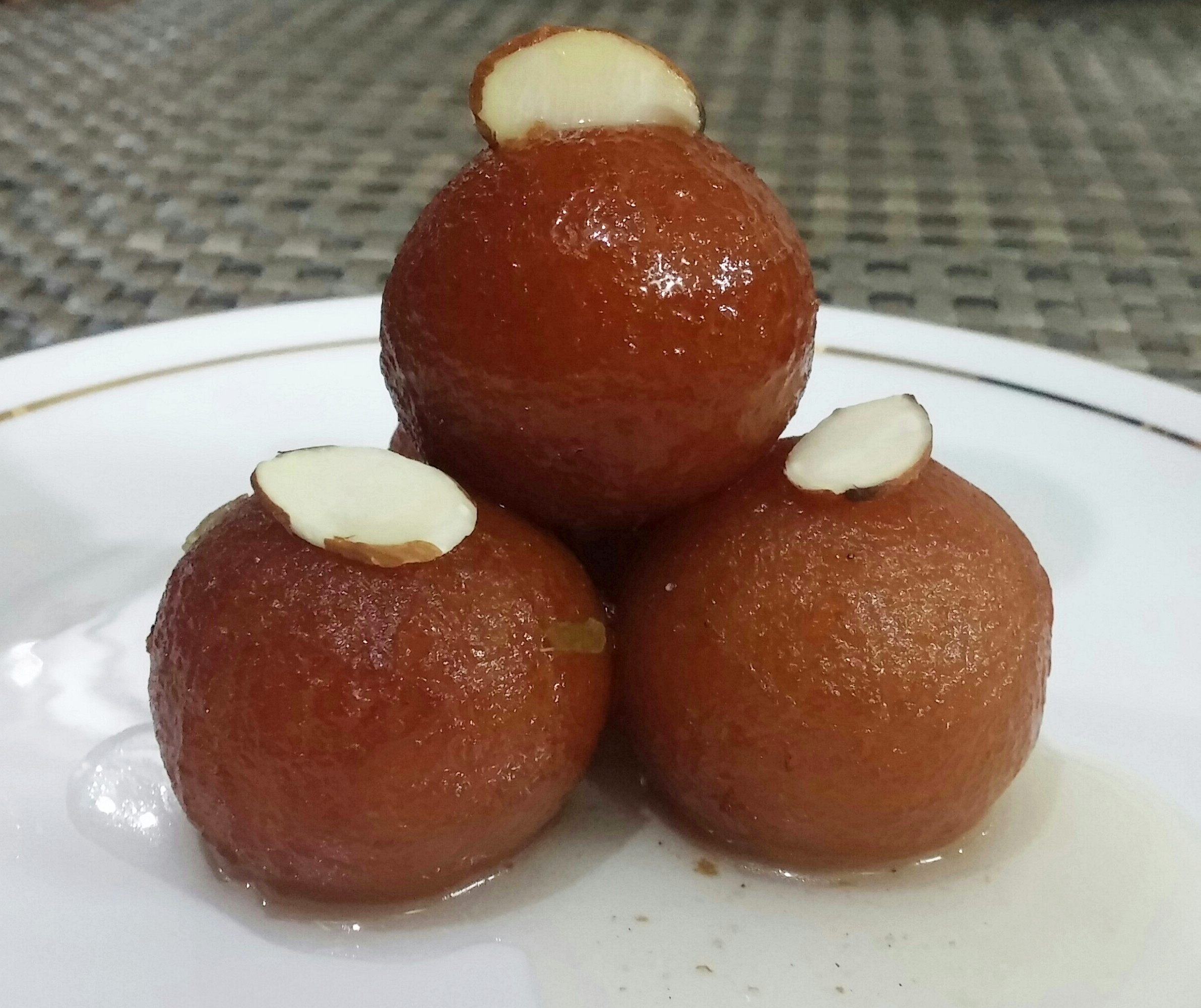
Гулаб джамуны, украшенные кусочками миндаля
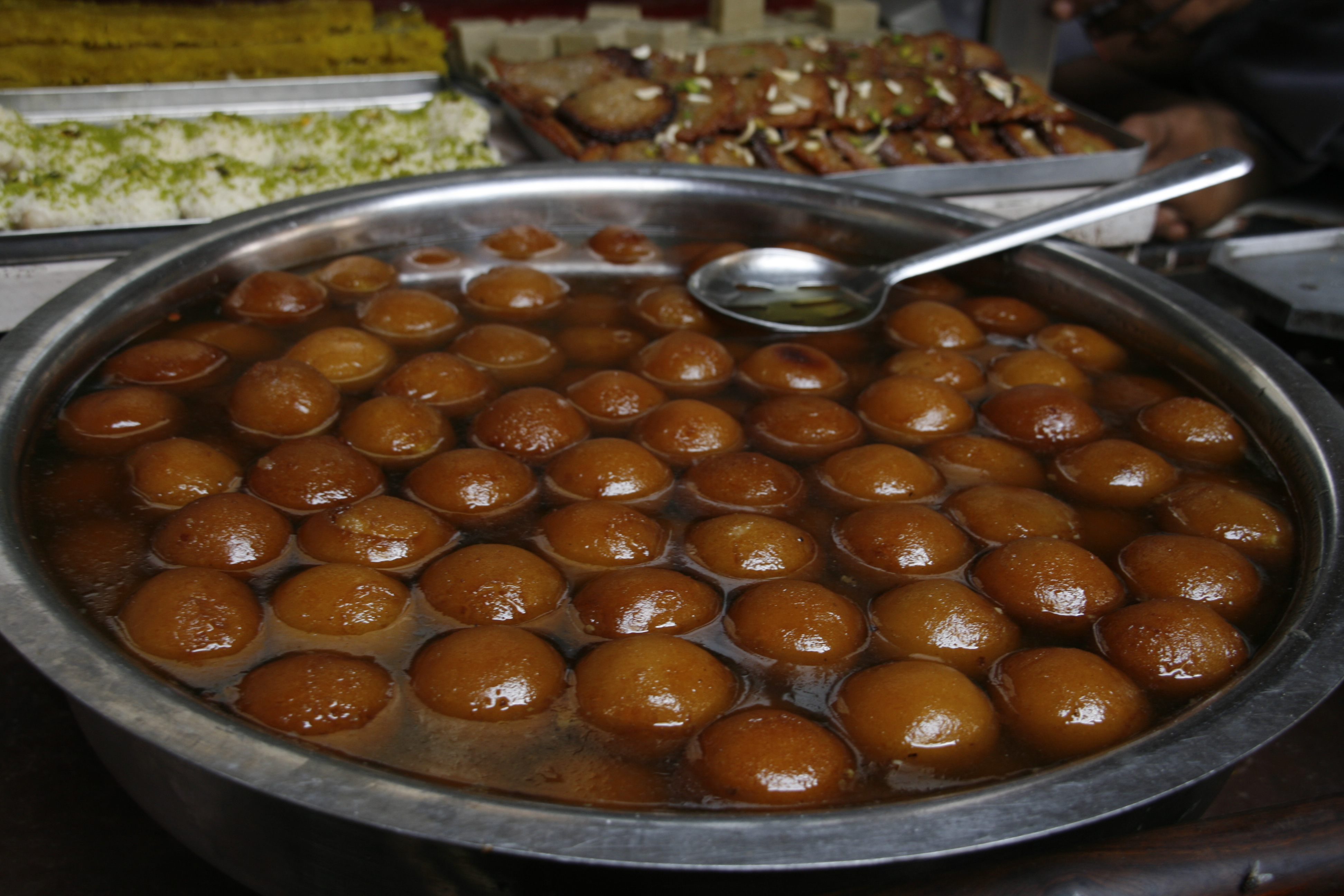
Продажа гулаб джамунов в Бенаресе
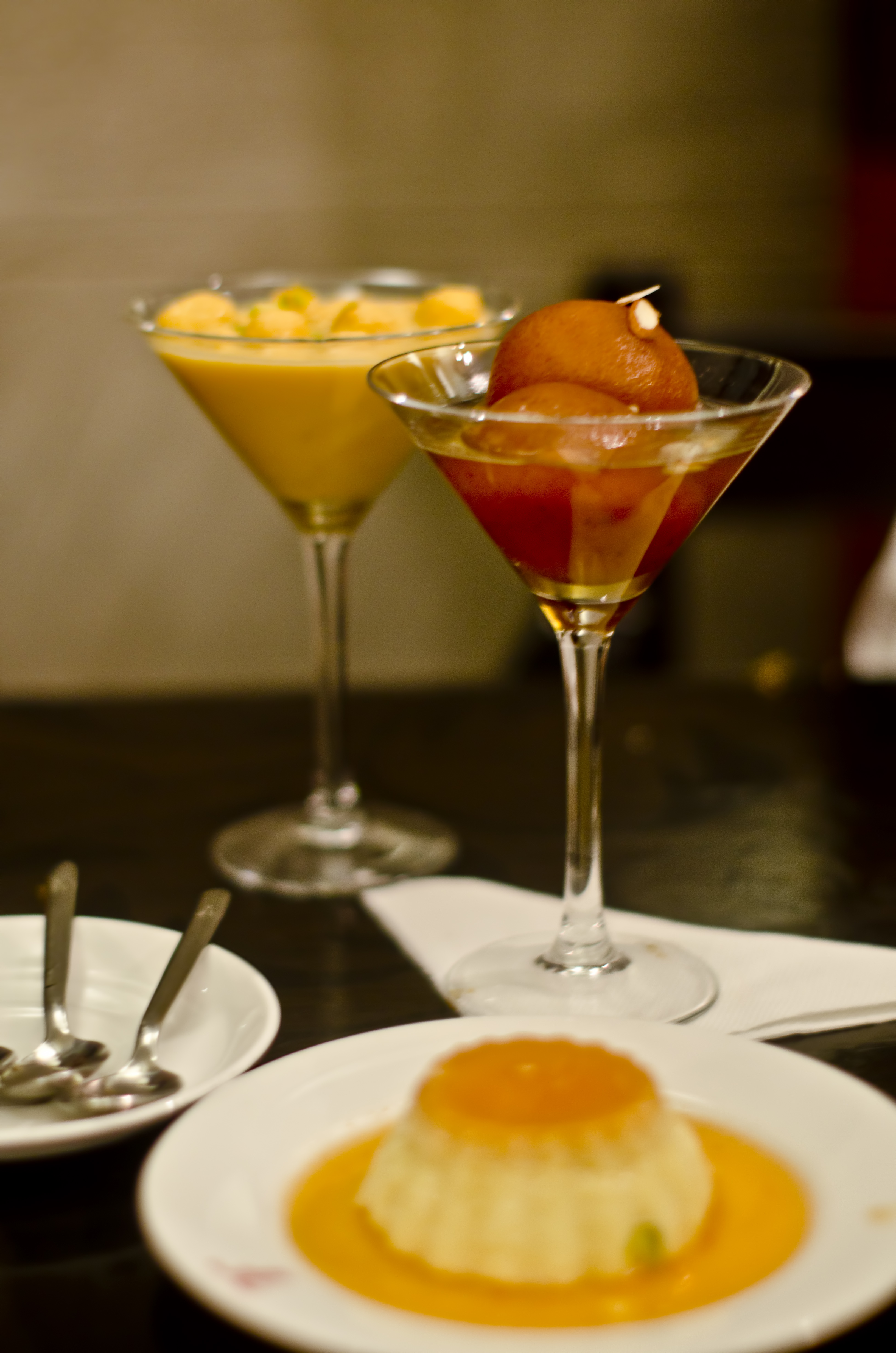
Гулаб джамун, поданный в бокале, рядом с англо-индийскими десертами
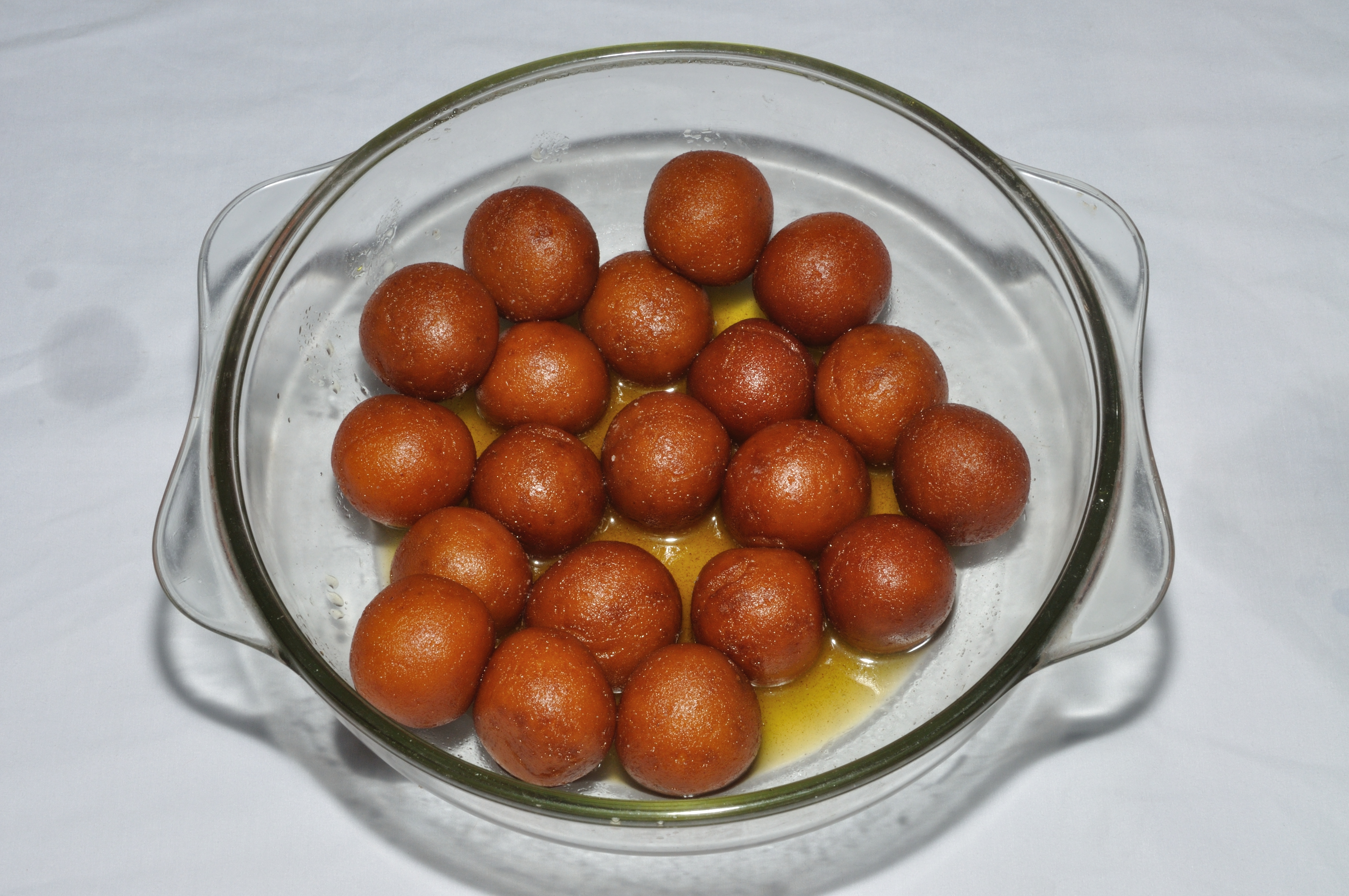
Пантуа — бангладешский гулаб джамун